# Gerardo Rocconi

Bischofswappen von Gerardo Rocconi

Gerardo Rocconi (* 14. November 1949 in Corinaldo, Provinz Ancona) ist ein italienischer römisch-katholischer Geistlicher und emeritierter Bischof von Jesi.

## Leben
Gerardo Rocconi empfing am 15. September 1973 durch den Bischof von Senigallia, Odo Fusi Pecci, das Sakrament der Priesterweihe.
Am 20. März 2006 ernannte ihn Papst Benedikt XVI. zum Bischof von Jesi. Der Bischof von Senigallia, Giuseppe Orlandoni, spendete ihm am 29. April desselben Jahres die Bischofsweihe; Mitkonsekratoren waren der Erzbischof von Ancona-Osimo, Edoardo Menichelli, und der emeritierte Bischof von Senigallia, Odo Fusi Pecci. Die Amtseinführung erfolgte am 13. Mai 2006.
Papst Franziskus nahm am 28. Januar 2025 seinen altersbedingten Rücktritt an.